# GSAT-18
GSAT-18 — геостационарный телекоммуникационный спутник, принадлежащий Индийской организации космических исследований (ISRO). Входит в состав Индийской национальной спутниковой системы (INSAT) и предназначен для предоставления телекоммуникационных услуг на всей территории Индии.
Спутник построен ISRO на базе индийской космической платформы I-3K. Энергообеспечение осуществляется с помощью двух крыльев солнечных батарей, с общим размахом более 15 метров. Размеры спутника в сложенном состоянии (при запуске) — 3,1 × 1,7 × 2,0 м. Стартовая масса спутника составляет 3404 кг. Ожидаемый срок службы спутника — 15 лет.
На спутник установлены 24 стандартных транспондера C-диапазона, 12 транспондеров C-диапазона с повышенной пропускной способностью и 12 транспондеров, работающих в Ku-диапазоне..
Спутник будет располагаться на орбитальной позиции 74° восточной долготы.
Запуск спутника был первоначально намечен на 12 июля 2016 года вместе с японским спутником Superbird-8, но тот получил повреждения при доставке на космодром Куру. В результате запуск пришлось отложить.
Запуск спутника GSAT-18 (в паре со спутником Sky Muster 2) состоялся в рамках миссии VA231 в 20:30 UTC 5 октября 2016 года ракетой-носителем Ариан-5 ECA со стартового комплекса ELA-3 космодрома Куру во Французской Гвиане. Спустя 32 с половиной минуты спутник был выведен на геопереходную орбиту со стандартными для ракеты-носителя показателями 250 × 35 786 км, наклонение 6°, и затем он самостоятельно должен перейти на постоянную позицию на геостационарной орбите.